# Округ Ори (Јужна Каролина)
Ори (енгл. Horry County) је округ у америчкој савезној држави Јужна Каролина. По попису из 2010. године број становника је 269.291.

## Демографија
Према попису становништва из 2010. у округу је живело 269.291 становника, што је 72.662 (37,0%) становника више него 2000. године.
| Група             | 2000.           | 2010.           |
| Белци             | 157.040 (79,9%) | 208.096 (77,3%) |
| Афроамериканци    | 30.468 (15,5%)  | 36.202 (13,4%)  |
| Азијати           | 1.498 (0,8%)    | 2.816 (1,0%)    |
| Хиспаноамериканци | 5.057 (2,6%)    | 16.683 (6,2%)   |
| Укупно            | 196.629         | 269.291         |